# Grand Prix Wielkiej Brytanii 2009
Wyniki Grand Prix Wielkiej Brytanii, ósmej rundy Mistrzostw Świata Formuły 1 w sezonie 2009.

## Wyniki

### Sesje treningowe
| Sesja | Nr | Kierowca         | Konstruktor      | Czas     | Okr. |
| ----- | -- | ---------------- | ---------------- | -------- | ---- |
| 1     | 15 | Sebastian Vettel | Red Bull-Renault | 1:19.400 | 20   |
| 2     | 15 | Sebastian Vettel | Red Bull-Renault | 1:19.456 | 39   |
| 3     | 16 | Nico Rosberg     | Williams-Toyota  | 1:18.899 | 20   |

### Kwalifikacje
| 1 | 15 | Sebastian Vettel     | Red Bull-Renault     | 1:18.685 | 1:18.119 | 1:19.509 |
| 2 | 23 | Rubens Barrichello   | Brawn-Mercedes       | 1:19.325 | 1:18.335 | 1:19.856 |
| 3 | 14 | Mark Webber          | Red Bull-Renault     | 1:19.674 | 1:18.209 | 1:19.868 |
| 4 | 9 | Jarno Trulli         | Toyota               | 1:18.886 | 1:18.240 | 1:20.091 |
| 5 | 17 | Kazuki Nakajima      | Williams-Toyota      | 1:18.530 | 1:18.575 | 1:20.216 |
| 6 | 22 | Jenson Button        | Brawn-Mercedes       | 1:18.957 | 1:18.663 | 1:20.289 |
| 7 | 16 | Nico Rosberg         | Williams-Toyota      | 1:19.228 | 1:18.591 | 1:20.361 |
| 8 | 10 | Timo Glock           | Toyota               | 1:19.198 | 1:18.791 | 1:20.490 |
| 9 | 4 | Kimi Räikkönen       | Ferrari              | 1:19.010 | 1:18.566 | 1:20.715 |
| 10 | 7 | Fernando Alonso      | Renault              | 1:19.167 | 1:18.761 | 1:20.741 |
| 11 | 3 | Felipe Massa         | Ferrari              | 1:19.148 | 1:18.927 | -        |
| 12 | 5 | Robert Kubica        | BMW Sauber           | 1:19.730 | 1:19.308 | -        |
| 13 | 2 | Heikki Kovalainen    | McLaren-Mercedes     | 1:19.732 | 1:19.353 | -        |
| 14 | 8 | Nelson Piquet Jr.    | Renault              | 1:19.555 | 1:19.392 | -        |
| 15 | 6 | Nick Heidfeld        | BMW Sauber           | 1:19.559 | 1:19.448 | -        |
| 16 | 21 | Giancarlo Fisichella | Force India-Mercedes | 1:19.802 | -        | -        |
| 17 | 11 | Sébastien Bourdais   | Toro Rosso-Ferrari   | 1:19.898 | -        | -        |
| 18 | 20 | Adrian Sutil         | Force India-Mercedes | 1:19.909 | -        | -        |
| 19 | 1 | Lewis Hamilton       | McLaren-Mercedes     | 1:19.917 | -        | -        |
| 20 | 12 | Sébastien Buemi      | Toro Rosso-Ferrari   | 1:20.236 | -        | -        |
| Poz. | Nr | Kierowca             | Konstruktor          | Q1       | Q2       | Q3       |
| \| Legenda \| Legenda \| \| ---------------- \| -------------------------------------------------------------------------------------------------------------------------------------------------------------------------------------------------------- \| \| Poz. Nr Q1 Q2 Q3 \| Pozycja zajęta w sesji kwalifikacyjnej Numer startowy kierowcy Wynik uzyskany w pierwszej części kwalifikacji Wynik uzyskany w drugiej części kwalifikacji Wynik uzyskany w trzeciej części kwalifikacji \| | |                      |                      |          |          |          |
| Legenda | |                      |                      |          |          |          |
| Poz. Nr Q1 Q2 Q3 | Pozycja zajęta w sesji kwalifikacyjnej Numer startowy kierowcy Wynik uzyskany w pierwszej części kwalifikacji Wynik uzyskany w drugiej części kwalifikacji Wynik uzyskany w trzeciej części kwalifikacji |                      |                      |          |          |          |

### Wyścig

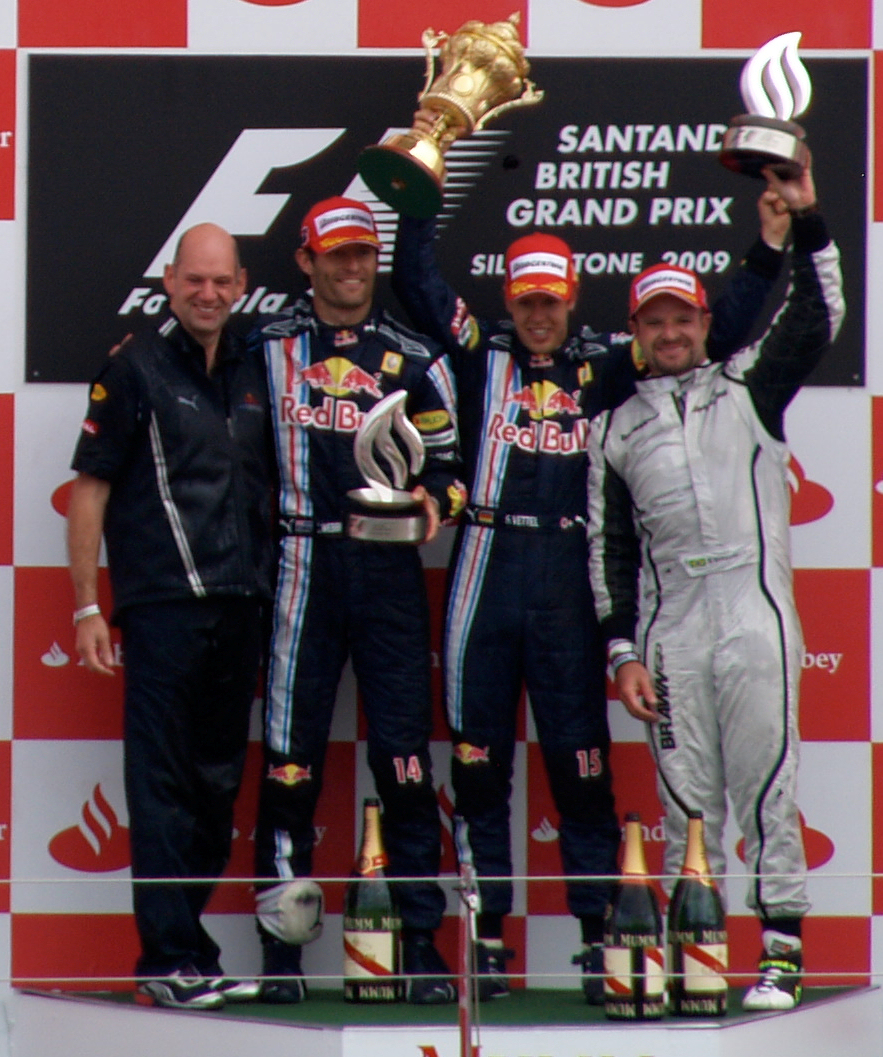
Adrian Newey, Mark Webber, Sebastian Vettel i Rubens Barrichello na podium po wyścigu

| P                 | + / –     | Nr | Kierowca             | Konstruktor          | Okr. | Czas / Strata | Komentarz                             |
| ----------------- | --------- | -- | -------------------- | -------------------- | ---- | ------------- | ------------------------------------- |
| 1                 | Bez zmian | 15 | Sebastian Vettel     | Red Bull-Renault     | 60   | 1h22:49.328   |                                       |
| 2                 | 1         | 14 | Mark Webber          | Red Bull-Renault     | 60   | +0:15.188     |                                       |
| 3                 | 1         | 23 | Rubens Barrichello   | Brawn-Mercedes       | 60   | +0:41.175     |                                       |
| 4                 | 7         | 3  | Felipe Massa         | Ferrari              | 60   | +0:45.043     |                                       |
| 5                 | 2         | 16 | Nico Rosberg         | Williams-Toyota      | 60   | +0:45.915     |                                       |
| 6                 | Bez zmian | 22 | Jenson Button        | Brawn-Mercedes       | 60   | +0:46.285     |                                       |
| 7                 | 3         | 9  | Jarno Trulli         | Toyota               | 60   | +1:08.307     |                                       |
| 8                 | 1         | 4  | Kimi Räikkönen       | Ferrari              | 60   | +1:09.622     |                                       |
| 9                 | 1         | 10 | Timo Glock           | Toyota               | 60   | +1:09.823     |                                       |
| 10                | 6         | 21 | Giancarlo Fisichella | Force India-Mercedes | 60   | +1:11.522     |                                       |
| 11                | 6         | 17 | Kazuki Nakajima      | Williams-Toyota      | 60   | +1:14.023     |                                       |
| 12                | 2         | 8  | Nelson Piquet Jr.    | Renault              | 59   | +1 okr.       |                                       |
| 13                | 1         | 5  | Robert Kubica        | BMW Sauber           | 59   | +1 okr.       |                                       |
| 14                | 4         | 7  | Fernando Alonso      | Renault              | 59   | +1 okr.       |                                       |
| 15                | Bez zmian | 6  | Nick Heidfeld        | BMW Sauber           | 59   | +1 okr.       |                                       |
| 16                | 2         | 1  | Lewis Hamilton       | McLaren-Mercedes     | 59   | +1 okr.       |                                       |
| 17                | 3         | 20 | Adrian Sutil         | Force India-Mercedes | 59   | +1 okr.       |                                       |
| 18                | 1         | 12 | Sébastien Buemi      | Toro Rosso-Ferrari   | 59   | +1 okr.       |                                       |
| Niesklasyfikowani |           |    |                      |                      |      |               |                                       |
|                   |           | 11 | Sébastien Bourdais   | Toro Rosso-Ferrari   | 37   |               | uszkodzenia po kolizji z Kovalainenem |
|                   |           | 2  | Heikki Kovalainen    | McLaren-Mercedes     | 36   |               | uszkodzenia po kolizji z Bourdaisem   |
| P                 | + / –     | Nr | Kierowca             | Konstruktor          | Okr. | Czas / Strata | Komentarz                             |

### Najszybsze okrążenie
| Nr | Kierowca         | Konstruktor      | Czas     | Okr. |
| -- | ---------------- | ---------------- | -------- | ---- |
| 15 | Sebastian Vettel | Red Bull-Renault | 1:20.735 | 16   |

## Lista startowa
| Nr | Kierowca             | Zespół                       | Samochód          | Silnik               | Opony |
| -- | -------------------- | ---------------------------- | ----------------- | -------------------- | ----- |
| 1  | Lewis Hamilton       | Vodafone McLaren Mercedes    | McLaren MP4-24    | Mercedes-Benz FO108W | B     |
| 2  | Heikki Kovalainen    | Vodafone McLaren Mercedes    | McLaren MP4-24    | Mercedes-Benz FO108W | B     |
| 3  | Felipe Massa         | Scuderia Marlboro Ferrari    | Ferrari F60       | Ferrari 056          | B     |
| 4  | Kimi Räikkönen       | Scuderia Marlboro Ferrari    | Ferrari F60       | Ferrari 056          | B     |
| 5  | Robert Kubica        | BMW Sauber F1 Team           | BMW F1.09         | BMW P86/9            | B     |
| 6  | Nick Heidfeld        | BMW Sauber F1 Team           | BMW F1.09         | BMW P86/9            | B     |
| 7  | Fernando Alonso      | ING Renault F1 Team          | Renault R29       | Renault RS27-2009    | B     |
| 8  | Nelson Piquet Jr.    | ING Renault F1 Team          | Renault R29       | Renault RS27-2009    | B     |
| 9  | Jarno Trulli         | Panasonic Toyota Racing      | Toyota TF109      | Toyota RVX-09        | B     |
| 10 | Timo Glock           | Panasonic Toyota Racing      | Toyota TF109      | Toyota RVX-09        | B     |
| 11 | Sébastien Bourdais   | Scuderia Toro Rosso          | Toro Rosso STR04  | Ferrari 056          | B     |
| 12 | Sébastien Buemi      | Scuderia Toro Rosso          | Toro Rosso STR04  | Ferrari 056          | B     |
| 14 | Mark Webber          | Red Bull Racing              | Red Bull RB5      | Renault RS27-2009    | B     |
| 15 | Sebastian Vettel     | Red Bull Racing              | Red Bull RB5      | Renault RS27-2009    | B     |
| 16 | Nico Rosberg         | AT&T WilliamsF1 Team         | Williams FW31     | Toyota RVX-09        | B     |
| 17 | Kazuki Nakajima      | AT&T WilliamsF1 Team         | Williams FW31     | Toyota RVX-09        | B     |
| 20 | Adrian Sutil         | Force India Formula One Team | Force India VJM02 | Mercedes-Benz FO108W | B     |
| 21 | Giancarlo Fisichella | Force India Formula One Team | Force India VJM02 | Mercedes-Benz FO108W | B     |
| 22 | Jenson Button        | Brawn GP Formula One Team    | Brawn BGP 001     | Mercedes-Benz FO108W | B     |
| 23 | Rubens Barrichello   | Brawn GP Formula One Team    | Brawn BGP 001     | Mercedes-Benz FO108W | B     |
| Nr | Kierowca             | Zespół                       | Samochód          | Silnik               | Opony |

## Klasyfikacja po wyścigu

### Kierowcy
| P  | +/− | Kierowca             | Starty | Punkty | P1 | P2 | P3 | PP | NO | NS |
| -- | --- | -------------------- | ------ | ------ | -- | -- | -- | -- | -- | -- |
| 1  | 0   | Jenson Button        | 8      | 64     | 6  | -  | 1  | 4  | 2  | -  |
| 2  | 0   | Rubens Barrichello   | 8      | 41     | -  | 3  | 1  | -  | 2  | 1  |
| 3  | 0   | Sebastian Vettel     | 8      | 39     | 2  | 1  | 1  | 3  | 1  | 1  |
| 4  | 0   | Mark Webber          | 8      | 35,5   | -  | 3  | 1  | -  | -  | -  |
| 5  | 0   | Jarno Trulli         | 8      | 21,5   | -  | -  | 2  | 1  | 1  | 2  |
| 6  | +2  | Felipe Massa         | 8      | 16     | -  | -  | -  | -  | 1  | 2  |
| 7  | 0   | Nico Rosberg         | 8      | 15,5   | -  | -  | -  | -  | 1  | -  |
| 8  | −2  | Timo Glock           | 8      | 13     | -  | -  | 1  | -  | -  | -  |
| 9  | 0   | Fernando Alonso      | 8      | 11     | -  | -  | -  | -  | -  | -  |
| 10 | 0   | Kimi Räikkönen       | 8      | 10     | -  | -  | 1  | -  | -  | 1  |
| 11 | 0   | Lewis Hamilton       | 8      | 9      | -  | -  | -  | -  | -  | -  |
| 12 | 0   | Nick Heidfeld        | 8      | 6      | -  | 1  | -  | -  | -  | -  |
| 13 | 0   | Heikki Kovalainen    | 8      | 4      | -  | -  | -  | -  | -  | 5  |
| 14 | 0   | Sébastien Buemi      | 8      | 3      | -  | -  | -  | -  | -  | 2  |
| 15 | 0   | Robert Kubica        | 8      | 2      | -  | -  | -  | -  | -  | 2  |
| 16 | 0   | Sébastien Bourdais   | 8      | 2      | -  | -  | -  | -  | -  | 2  |
| 17 | 0   | Giancarlo Fisichella | 8      | -      | -  | -  | -  | -  | -  | 1  |
| 18 | 0   | Adrian Sutil         | 8      | -      | -  | -  | -  | -  | -  | 1  |
| 19 | 0   | Nelson Piquet Jr.    | 8      | -      | -  | -  | -  | -  | -  | 2  |
| 20 | 0   | Kazuki Nakajima      | 8      | -      | -  | -  | -  | -  | -  | 3  |
| P  | +/− | Kierowca             | Starty | Punkty | P1 | P2 | P3 | PP | NO | NS |

### Konstruktorzy
| P  | +/− | Konstruktor          | Starty | Punkty | P1 | P2 | P3 | PP | NO | NS |
| -- | --- | -------------------- | ------ | ------ | -- | -- | -- | -- | -- | -- |
| 1  | 0   | Brawn-Mercedes       | 16     | 105    | 6  | 3  | 2  | 4  | 4  | 1  |
| 2  | 0   | Red Bull-Renault     | 16     | 74,5   | 2  | 4  | 2  | 3  | 1  | 1  |
| 3  | 0   | Toyota               | 16     | 34,5   | -  | -  | 3  | 1  | 1  | 2  |
| 4  | 0   | Ferrari              | 16     | 26     | -  | -  | 1  | -  | 1  | 3  |
| 5  | +1  | Williams-Toyota      | 16     | 15,5   | -  | -  | -  | -  | 1  | 3  |
| 6  | −1  | McLaren-Mercedes     | 16     | 13     | -  | -  | -  | -  | -  | 5  |
| 7  | 0   | Renault              | 16     | 11     | -  | -  | -  | -  | -  | 2  |
| 8  | 0   | BMW Sauber           | 16     | 8      | -  | 1  | -  | -  | -  | 2  |
| 9  | 0   | Toro Rosso-Ferrari   | 16     | 5      | -  | -  | -  | -  | -  | 4  |
| 10 | 0   | Force India-Mercedes | 16     | -      | -  | -  | -  | -  | -  | 2  |
| P  | +/− | Konstruktor          | Starty | Punkty | P1 | P2 | P3 | PP | NO | NS |

### Waga bolidów
| Waga poszczególnych bolidów przed wyścigiem |
| ------------------------------------------- |
|                                             |

### Prowadzenie w wyścigu
| Nr                              | Kierowca         | Okrążenia   | Suma |
| ------------------------------- | ---------------- | ----------- | ---- |
| 15                              | Sebastian Vettel | 1-44, 48-60 | 57   |
| 14                              | Mark Webber      | 45-47       | 3    |
| \| Wykres \| \| ------ \| \| \| |                  |             |      |
| Wykres                          |                  |             |      |
|                                 |                  |             |      |